# 奥斯曼帝国入侵奥特朗托
奥斯曼帝国入侵奥特朗托，又稱奧特蘭托之戰，是指1480-1481年奥斯曼帝國入侵義大利南部城市奥特朗托。

## 攻擊
在奥特朗托的攻擊是有計劃的，是奥斯曼入侵意大利行動的一部分，目的是使穆罕默德二世羅馬皇帝地位合法化。1480年7月28日奥斯曼128艘船來到那不勒斯，7月29日當地駐軍和市民退到城堡，8月11日土耳其人攻擊此城堡。
根據基督教史説法，土耳其人圍捕所有的男性公民。大主教斯特凡諾和其他人被打死在大教堂，而主教斯蒂芬和警備司令被活活腰斬。8月12日，800公民因拒絕皈依伊斯蘭教被送往密涅瓦山斬殺，他們被稱為奥特朗托的烈士。
1480年8月，奥斯曼帝國70艘船的船隊襲擊維斯特。在1480年10月，義大利南部沿海城市萊切、塔蘭托和布林迪西遭到襲擊。
盖迪克·艾哈迈德帕夏基於缺乏食物而撤回大多數軍隊回阿爾巴尼亞，只留下800名步兵和500名騎兵留守奥特朗托。這是假設入冬後他會回來。

## 響應
這是由於距離君士坦丁堡的陷落只有27年，有一些人擔心羅馬會遭受同樣的命運，發言計劃為教皇和羅馬公民撤離該市。

## 反擊
1481年5月1日開始奥特朗托被圍困，8月11日盖迪克·艾哈迈德帕夏下令最後的攻擊。土耳其人突破防線並佔領了城堡，攻入教堂。其中八百壯丁被告知要皈依伊斯蘭教或被殺，他們也拒绝，因此被殺。
與此同時，5月3日，奥斯曼帝國的蘇丹穆罕默德二世去世，随后皇位继承问题引发了战争。继任苏丹巴耶济德二世通過與基督教勢力談判召回多数軍隊回阿爾巴尼亞。

## 劫後餘生
公民人數，據說從入侵前20000人下跌至8000人，因為害怕再次入侵，許多人離開這些城市。